# Lawrence Block
Lawrence Block (Buffalo, New York, 1938. június 24. –) amerikai krimiíró. Két legismertebb sorozata az alkoholizmusából felépülő magánnyomozó, Matthew Scudder bűnügyi eseteit feldolgozó regényei, illetve Bernie Rhodenbarr, a betörők úriemberének titulált tolvaj történetei.
Jelenleg második feleségével, Lynne Blockkal él, szabadidejüket utazással töltik – saját elmondásuk szerint több mint száz országban voltak már.

## Írói pályája
Block évtizedek óta tanulmányozza New York utcáit, a legtöbb regényének is ez a helyszíne. Eddigi karrierje alatt több mint hatvan regényt és száznál is több novellát írt, ráadásul nyugdíj helyett a mai napig dolgozik, pihenés gyanánt pedig távgyalogló versenyeken vesz részt. A jellegzetes, (ön)ironikus stílussal dolgozó szerzőt a kortárs krimi egyik legfontosabb alakjaként tisztelik; bár nem reformálta meg a műfajt, gazdag életművével jócskán túllépett a mesterember státuszon.

### Korai évek
A pályája kezdetén több álnéven is publikált (Chip Harrison, Paul Kavanagh, Lee Duncan, Sheldon Lord), jobbára megélhetést biztosító szoftpornó-regényeket, illetve ponyvákat. Már az 1960-as éveket is meglehetős termékenységgel zárta, a karrierje azonban csak az 1970-es évek vége, 1980-as évek eleje felé kezdett el felfelé ívelni. Ugyan a novellaírás végigkísérte egész életét (sokat publikált többek között a neves Ellery Queen’s Mystery Magazine-ben, valamint az Alfred Hitchcock’s Mystery Magazine-ben), és önálló kötetei is szép számmal akadnak (melyek közt van horrorsztori, levélregény, és több, magával az írással foglalkozó munka is), a hírnevét alapvetően mégis a sorozatainak köszönheti.

### Sorozatai
A legkevésbé jelentős Chip Harrison-széria erotikus fejlődésregényekből Rex Stout-karakterűre váltó könyveket tartalmaz, míg az 1960-as években nagy elánnal megkezdett, jóval népszerűbb Evan Tanner-sorozat az aludni képtelen kém történeteit nyújtja. Az életmű gerincét azonban a hammetti ihletésű, magánnyomozós Matthew Scudder-széria adja: az aljas utcákon és ügyekben fáradhatatlanul talpaló magánhekus történetei részben erőteljes elbeszélő hangjuknak, de sokkal inkább annak köszönhetik hírüket, hogy a műfajban egyedülálló módon a főhőst öregedő, személyiségfejlődésen keresztülmenő figuraként jelenítik meg. Hasonlóan jelentősek az antikvárius-betörő kalandjait elmesélő Bernie Rhodenbarr-kötetek is, valamint a 2000-es évekre kiteljesedő, bélyeggyűjtő bérgyilkosról szóló J. P. Keller-regények. A jó kedélyű, eszes betörő és az instrospektív, érzékeny bérgyilkos életét bemutató írások Block különleges érzékéről tanúskodnak, mellyel képes olyan karaktereket teremteni, akik választott, morálisan igen elítélendő foglalkozásuk ellenére nagyon is szerethető alakok lesznek.

### Munkásságai a közelmúltból
2007-ben a My Blueberry Nights című film forgatókönyvének a megírásában működött közre.

### Díjai
- Crime Writers Association Életmű-díj
- Gumshoe Életmű-díj (2005)
- Edgar-díj az A Dance At The Slaughterhouse c. művéért (1991)
- Nero-díj a Betörő, aki szeretett Kiplinget idézni c. művéért (1979)

## Művei

### Matthew Scudder-sorozat
Matthew Scudder alkoholista exzsaru, aki az első regény, az 1976-os Apák bűnei cselekménye előtt hagyta el a családját és távozott az NYPD-ből, mert nem tudott megbirkózni a tudattal, hogy véletlenül egy fiatal lány halálát okozta. A Hell’s Kitchen egyik szállodájában bérel egy szobát, és nemhivatalos magánnyomozóként dolgozik, vagy ahogy ő mondja: barátoknak tesz szívességeket. A sorozat központi témája a halandóság: Scudder főleg az első pár epizódban sokszor van egyedül templomokban, a saját és mások életéről elmélkedve.
Az ötödik részben, az 1982-es Nyolcmillió halálban (sokan ezt tartják a széria legjobbjának) van az első jellemfejlődés, a regény végén ugyanis Scudder elmegy egy anonim alkoholista gyűlésre. Block ezzel tervezte befejezni a sorozatot, azonban egy korábban tett ígérete miatt később mégis folytatta (akkori szerkesztőjének megígérte, hogy ír még egy novellát). Az 1986-ban megjelent Ha a szent kocsma is bezár végül nem csak sikeres visszatérés lett, hanem az egyik kedvenc darabja mind az írónak, mind a rajongóinak.
A jelenleg tizenhat kötetből álló Scudder-sorozatból eddig nyolc könyv jelent meg magyarul, a legutolsó 2014-ben.
- The Sins of the Fathers (1976)
  - Az apák bűnei; fordította: Pék Zoltán; Agave Könyvek, Budapest, 2004 ISBN 978 963 863 6188)
- In the Midst of Death (1976)
  - A halál völgyében; fordította: Pék Zoltán; Agave Könyvek, Budapest, 2005 ISBN 963 711 8071)
- Time to Murder and Create (1976)
  - A pusztítás és teremtés ideje; fordította: Pék Zoltán; Agave Könyvek, Budapest, 2004 ISBN 963 864 8309)
- A Stab in the Dark (1981)
  - Döfés a sötétben; fordította: Varga Bálint; Agave Könyvek, Budapest, 2007 ISBN 9789637 118739)
- Eight Million Ways to Die (1982)
  - Nyolcmillió halál; fordította: Varga Bálint; Agave Könyvek, Budapest, 2007 ISBN 9789637 118746)
- When the Sacred Ginmill Closes (1986)
  - Ha a szent kocsma is bezár; fordította: Varga Bálint; Agave Könyvek, Budapest, 2008 ISBN 9789637118982)
- Out on the Cutting Edge (1989)
  - A penge élén; fordította: Varga Bálint; Agave Könyvek, Budapest, 2009 ISBN 978-963-9868-28-1)
- A Ticket to the Boneyard (1990)
  - Hosszú út a sírkertbe; fordította: Varga Bálint; Agave Könyvek, Budapest, 2010 ISBN 978-963-9868-90-8)
- A Dance at the Slaughterhouse (1991)
  - Tánc a mészárszéken; fordította: Varga Bálint; Agave Könyvek, Budapest, 2012 ISBN 978-615-5049-69-9)
- A Walk Among the Tombstones (1992)
  - Sírok között; fordította: Varga Bálint; Agave Könyvek, Budapest, 2014 ISBN 978-615-5468-65-0)
- The Devil Knows You're Dead (1993)
- A Long Line of Dead Men (1994)
- Even the Wicked (1997)
- Everybody Dies (1998)
- Hope to Die (2001)
- All the Flowers Are Dying (2005)
- A Drop of the Hard Stuff (2011)

### Burglar-sorozat (Bernie Rhodenbarr-sorozat)
Bernie Rhodenbarr a főszereplője Block humoros-rejtélyes krimijeinek, a Burglar-sorozatnak. Az eleinte kisstílű tolvajnak tűnő karakter a zárak és betörések mestere, a folyamatos izgalom érzetének függésében éli mindennapjait. A történet rendszerint véletlen egybeesések sorára épül, Rhodenbarr betörései során váratlanul holttestekre bukkan és gyakran kell a rendőrség elől menekülnie, de végül minden epizódban tisztázza magát. Az eddig tíz résznél tartó sorozatban Rhodenbarr folyamatos jellemfejlődésen megy keresztül, életének végig szemtanúi lehetünk, s közben állandó mellékszereplők is beépülnek a történetekbe. Mindegyik kötet megjelent magyar nyelven, a legutolsó 2010-ben.
- Burglars Can't Be Choosers (1977)
  - A betörő, aki parókát viselt; fordította: Varga Bálint; Agave Könyvek, Budapest, 2004 ISBN 963-711-801-2)
- The Burglar in the Closet (1978); 
  - Betörő a szekrényben; fordította: Várnay Enikő; Magvető, Budapest, 1984 (Albatrosz Könyvek) ISBN 963-14-0244-4, 2005-ben
  - A betörő, akit szekrénybe zártak; fordította: Varga Bálint; Agave Könyvek, Budapest, 2005 ISBN 963 711 8101)
- The Burglar Who Liked to Quote Kipling (1979)
  - A betörő, aki szeretett Kiplinget idézni; fordította: Varga Bálint; Agave Könyvek, Budapest, 2006 ISBN 963 711 8012)
- The Burglar Who Studied Spinoza (1980)
  - A betörő, aki Spinozát olvasott; fordította: Varga Bálint; Agave Könyvek, Budapest, 2007 ISBN 9789637118593
- The Burglar Who Painted Like Mondrian (1983)
  - A betörő, aki úgy festett, mint Mondrian; fordította: Varga Bálint; Agave Könyvek, Budapest, 2007 ISBN 978 963 7118814)
- The Burglar Who Traded Ted Williams (1994)
  - A betörő, aki eladta Ted Williamst; fordította: Varga Bálint; Agave Könyvek, Budapest, 2008 ISBN 9789639868045)
- The Burglar Who Thought He Was Bogart (1995)
  - A betörő, aki Bogartnak képzelte magát; fordította: Varga Bálint; Agave Könyvek, Budapest, 2008 ISBN 978-963-9868-17-5)
- The Burglar in the Library (1997)
  - A betörő, akit temetni veszélyes; fordította: Varga Bálint; Agave Könyvek, Budapest, 2009 ISBN 978-963-9868-34-2)
- The Burglar in the Rye (1999)
  - A betörő, aki zabot hegyezett; fordította: Varga Bálint; Agave Könyvek, Budapest, 2009 ISBN 978-963-9868-58-8)
- The Burglar on the Prowl (2004)
  - A betörő, aki portyára indult; fordította: Varga Bálint Agave Könyvek, Budapest, 2010 ISBN 978-963-9868-87-8)
- The Burglar Who Counted the Spoons (2013)

### J.P. Keller-sorozat
John Paul Keller a főszereplője Block bérgyilkos sorozatának. Keller először az 1990-es években tűnt fel egy Playboynak írott rövid történetben, végül Block 1998-ban egy teljes regényt írt köré Bérgyilkos címmel. Kellert megbízatásai rendszerint különböző városokba viszik, ahol meg kell ölnie valakit. Szabadidejében bélyegeket gyűjt és a visszavonulásról ábrándozik, ami sosem akar eljönni. A sorozat érdekessége, hogy Block egy hidegvérű bérgyilkost ábrázol emberi oldaláról, érzésekkel és a mindennapi élet apró dolgaival. Eddig négy kötet jelent meg, mindegyiknek van magyar kiadása is, a legutolsó rész 2008-ban látott napvilágot.
- Hit Man (1998)
  - Bérgyilkos; fordította: Varga Bálint; Agave Könyvek, Budapest, 2003 ISBN 963 863 6149, (a katalógusokban formailag hibás ISBN-nel szerepel) ISBN 963 863 6140)
- Hit List (2000)
  - Bérgyilkos célkeresztben; fordította: Varga Bálint; Agave Könyvek, Budapest, 2005 ISBN 963 711 8187)
- Hit Parade (2006)
  - Bérgyilkos mindörökké; fordította: Varga Bálint; Agave Könyvek, Budapest, 2006 ISBN 963 711 8519)
- Hit and Run (2008)
  - Bérgyilkos inkognitóban; fordította: Varga Bálint; Agave Könyvek, Budapest, 2008 ISBN 9789639868113)
- Hit Me (2013)
- Keller's Fedora (2016) (novella)

### Evan Tanner-sorozat
- The Thief Who Couldn't Sleep (1966)
- The Canceled Czech (1966)
- Tanner's Twelve Swingers (1967)
- The Scoreless Thai (a.k.a. Two for Tanner) (1968)
- Tanner's Tiger (1968)
- Here Comes a Hero (a.k.a. Tanner's Virgin) (1968)
- Me Tanner, You Jane (1970)
- Tanner on Ice (1998)

### Chip Harrison-sorozat
- No Score (1970)
- Chip Harrison Scores Again (1971)
- Make Out With Murder (a.k.a. The Five Little Rich Girls) (1974)
- The Topless Tulip Caper (1975)

### Egyéb regényei
- $20 Lust (1961) (később Cinderella Sims címmel újra kiadva)
- Death Pulls a Doublecross (1961) (később Coward's Kiss címmel újra kiadva)
- Mona (1961) (később Sweet Slow Death and Grifter's Game címmel újra kiadva)
- Markham (1961) (később You Could Call It Murder címmel újra kiadva)
- Pads Are for Passion (1961, Sheldon Lordként)
- Fidel Castro Assassinated (1961, Lee Duncanként)
- The Girl with the Long Green Heart (1965)
- Deadly Honeymoon (1967)
- After the First Death (1969)
- Such Men Are Dangerous (1969, Paul Kavanaghként)
- The Specialists (1969)
- Ronald Rabbit Is a Dirty Old Man (1971)
- The Triumph of Evil (1971, Paul Kavanaghként)
- Not Comin' Home to You (1974, Paul Kavanaghként)
- Ariel (1980)
- Random Walk (1988)
- Enough Rope: Collected Stories (2002)
- Small Town (2003)
- My Blueberry Nights (2007)
- Lucky at Cards (2007)

### Egyéb írásai
- Az álmok városa; fordította: Fazekas István; Krónika, Budapest, 1989 (Kroki krimi)

## Fordítás
- Ez a szócikk részben vagy egészben  a   Lawrence_Block című angol Wikipédia-szócikk fordításán alapul.  Az eredeti cikk szerkesztőit annak laptörténete sorolja fel. Ez a jelzés csupán a megfogalmazás eredetét és a szerzői jogokat jelzi, nem szolgál a cikkben szereplő információk forrásmegjelöléseként.